# Путоранський заповідник
Путоранський заповідник (рос. Путоранский заповедник) — природоохоронна територія на півночі  Росії у Красноярському краї на південь від півострова Таймир. Займає частину території плато Путорана. Заповідник був утворений Постановою Ради Міністрів РРФСР «Про створення державного заповідника „Путоранський“ Держкомприроди РРФСР в Красноярському краї» від 15 грудня 1988 р № 524, за рішенням Красноярського крайвиконкому від 12 січня 1987 року № 482.
Заповідник є центральною ланкою системи охорони унікальних природних комплексів Путорана і одним з головних елементів природоохоронної системи в Середньому Сибіру і на Таймирі. У 2010 році заповідник був включений до Списку Всесвітньої Природної Спадщини ЮНЕСКО. Природоохоронна, наукова і еколого-просвітницька діяльність заповідника регламентується Положенням про заповідник. Головні пріоритети діяльності заповідника: охорона території, моніторинг стану гірно-субарктичних екосистем, наукові дослідження (головним чином, з вивчення рідкісних або численних видів тварин), еколого-просвітницька та видавнича робота.

## Географія
Путоранський заповідник — один з найбільших в Росії: його площа — 1887 тис. га. Він розташований в Заполяр'ї Красноярського краю, в середній частині великої гірської країни — плато Путорана. Головні природні пам'ятки путоранського заповідника: унікальні ландшафти столових гір (плато) висотою 1000—1500 м над рівнем моря, каньйоноподібні улоговини гігантських тектонічних озер, безліч водоспадів, в тому числі і найвищий в Росії (108 м).

## Історія
- 1984 — в центральній частині плато Путорана був створений республіканський заказник «Путоранський».
- 1988 — створення державного заповідника «Путоранський».
- 2002 — створення екоцентру.
- 2005 — передача у відання Росприроднагляду.
- 2008 — святкування 20-річчя заповідника
- 2009 — передача у відання Мінприроди РФ
- 2009 — переданий у відання заказник федерального значення «Пуринський»
- 2010 — плато Путорана в межах заповідника отримало статус Всесвітньої природної спадщини ЮНЕСКО
- 2012 — відкриття екологічної вітальні
- 2012 — реорганізовано в формі злиття в ФГБУ «Об'єднана дирекція заповідників Таймиру»

## Флора та фауна
Для плато Путорана характерне поєднання рослинних і тваринних співтовариств лісового (гірно-північнотайгового), підгольцевого (гірно-лісотундрового), гольцевого (гірно-тундрового) висотно-ландшафтних поясів. Місцеві біотопи не мають абсолютних аналогів в інших гірських регіонах Євразії та світу, тому вони є самостійними цінними об'єктами вивчення і охорони.
Унікальна особливість путоранського заповідника полягає в тому, що він розташований в межах Єнісейської зоогеографічної межі, що є одним з найбільш масштабних меридіональних біогеографічних рубежів Євразії. Цим обумовлене підвищене видове різноманіття місцевої фауни. У заповіднику мешкають: 36 видів риб, 1 вид земноводних, 184 види птахів, 34 види ссавців. Список вищих рослин заповідника налічує 398 видів.
Основні об'єкти досліджень і охорони: занесені до Червоної книги Росії путоранський підвид снігового барана, гуска мала, орлан-білохвіст, кречет, гагара білодзьоба, казарка червоновола, лебідь малий, чирянка-квоктун, скопа, беркут, кроншнеп-малюк.